# Доленя Раван
Доленя Раван (словен. Dolenja Ravan) — поселення в общині Гореня вас-Поляне, Горенський регіон, Словенія. Висота над рівнем моря: 667,9 м.